# Vulpes macrotis
La zorrita del desierto (Vulpes macrotis), también llamada zorra norteña, es una especie de mamífero carnívoro de la familia de los cánidos (zorros, lobos y parientes).
Su cuerpo mide entre 40 y 52 cm y su cola entre 26 y 32 cm; su longitud total promedio es de 84 cm. Pesa entre 1.5 y 2.8 kg. Pelaje gris en la parte superior y en la cola cuya punta es negruzca; más claro en costados y  parte inferior, en donde presenta tonos amarillentos. Tiene «rostro de zorro» con orejas largas. Cuerpo  relativamente delgado, patas alargadas y plantas de pies pilosas. La cola tiene forma de penacho con abundante pelo. Habita las regiones áridas de praderas del suroeste de Estados Unidos y el desierto chihuahuense en el norte de México además de la península de Baja California. Su hábitat posee suelos arenosos y profundos en los que construye su madriguera, por lo general en zonas planas con vegetación muy reducida; su clima se asocia al de la península de Baja California, donde predomina clima seco, o dentro de este, de tipo muy árido o seco desértico. Su estado de conservación es de un riesgo bajo, es decir, depende de medidas de conservación. En la mayor parte de su área de distribución el hábitat se encuentra en buenas condiciones, aunque se extrae agua de los pozos para la agricultura; la IUCN2019-1 considera a la especie como de preocupación menor, no obstante la NOM-059-SEMARNAT 2010 la clasifica como amenazada. Se deben de realizar estudios sobre la especie en toda su área de distribución, los datos que se conocen son muy limitados y se requieren para poner en práctica medidas de conservación. Vive de forma solitaria. Suele evitar el calor del día, descansando en su madriguera subterránea; sólo sale por la noche para cazar conejos, ratas canguro y otros roedores y lagomorfos. Caza y consume más animales, porque de ellos obtiene la humedad para sus fluidos. Durante el día vive en madrigueras cercanas, con varias entradas a veces comunicadas por laberintos. El apareamiento ocurre entre diciembre y enero. La gestación dura entre 49 y 56 días tras los cuales nacen 4 crías que permanecen, por lo menos, un mes dentro de la madriguera y otros seis meses con los padres.

## Subespecies

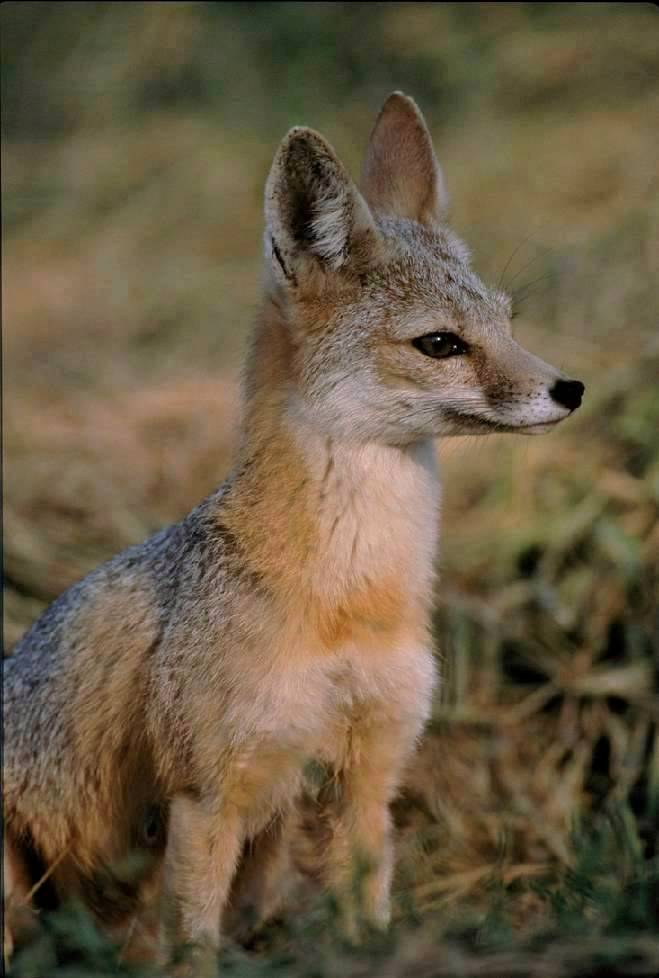
Zorro de San Joaquín (Vulpes macrotis mutica).

El zorro kit tiene varias subespecies reconocidas:
- El zorro de San Joaquín (Vulpes macrotis mutica). Fue anteriormente muy común en el valle de San Joaquín (California). Para 1990 su población se estimaba en 7000, pero ahora es considerado en peligro.
- El zorro kit del desierto (Vulpes macrotis arsipus). Vive en el desierto de Mojave.
- El zorro kit del sudeste de California (Vulpes macrotis macrotis). Se extinguió en 1903.